# Valojoulx
Valojoulx est une commune française située en vallée de la Vézère, dans le département de la Dordogne, en région Nouvelle-Aquitaine.

## Géographie

### Généralités
La commune de Valojoulx, traversée par le 45e parallèle nord, est de ce fait située à égale distance du pôle Nord et de l'équateur terrestre (environ 5 000 km).
Au sud-est du département de la Dordogne, en Périgord noir, elle est située en rive gauche de la vallée de la Vézère, rivière qui borde le territoire communal au nord-ouest.
Le village de Valojoulx, arrosé par le Turançon, se trouve à l'écart des routes principales, à plus d'un kilomètre de la route départementale 65 qui longe la Vézère. Il se situe, en distances orthodromiques, six kilomètres au sud-sud-ouest de Montignac-Lascaux et seize kilomètres au nord-nord-ouest de Sarlat.

### Communes limitrophes
Valojoulx est limitrophe de cinq autres communes.
| Thonac  | Montignac-Lascaux |                      |
|         | Valojoulx         | La Chapelle-Aubareil |
| Sergeac | Tamniès           |                      |

### Géologie et relief

#### Géologie
Situé sur la plaque nord du Bassin aquitain et bordé à son extrémité nord-est par une frange du Massif central, le département de la Dordogne présente une grande diversité géologique. Les terrains sont disposés en profondeur en strates régulières, témoins d'une sédimentation sur cette ancienne plate-forme marine. Le département peut ainsi être découpé sur le plan géologique en quatre gradins différenciés selon leur âge géologique. Valojoulx est située dans le troisième gradin à partir du nord-est, un plateau formé de calcaires hétérogènes du Crétacé.
Les couches affleurantes sur le territoire communal sont constituées de formations superficielles du Quaternaire datant du Cénozoïque et de roches sédimentaires du Mésozoïque. La formation la plus ancienne, notée c3b-c, date du Coniacien moyen à supérieur, composée de calcaires bioclastiques grossiers et quartzeux jaunes à bryozoaires et  gastéropodes, à niveaux gréseux (formation des Eyzies). La formation la plus récente, notée CFvs, fait partie des formations superficielles de type colluvions carbonatées de vallons secs : sable limoneux à débris calcaires et argile sableuse à débris. Le descriptif de ces couches est détaillé dans  les feuilles « no 784 - Terrasson » et « no 808 - Sarlat-la-Canéda » de la carte géologique au 1/50 000 de la France métropolitaine, et leurs notices associées,.

Carte géologique de Valojoulx.

#### Relief et paysages
Le département de la Dordogne se présente comme un vaste plateau incliné du nord-est (491 m, à la forêt de Vieillecour dans le Nontronnais, à Saint-Pierre-de-Frugie) au sud-ouest (2 m à Lamothe-Montravel). L'altitude du territoire communal varie quant à elle entre 72 mètres à l'ouest, là où la Vézère quitte la commune pour servir de limite entre celles de Sergeac et Thonac, et 267) mètres au sud-est, au lieu-dit le Puy Mangou.
Dans le cadre de la Convention européenne du paysage entrée en vigueur en France le 1er juillet 2006, renforcée par la loi du 8 août 2016 pour la reconquête de la biodiversité, de la nature et des paysages, un atlas des paysages de la Dordogne a été élaboré sous maîtrise d’ouvrage de l’État et publié en octobre 2020. Les paysages du département s'organisent en huit unités paysagères,. La commune fait partie du Périgord noir, un paysage vallonné et forestier, qui ne s’ouvre que ponctuellement autour de vallées-couloirs et d’une multitude de clairières de toutes tailles. Il s'étend du nord de la Vézère au sud de la Dordogne (en amont de Lalinde) et est riche d’un patrimoine exceptionnel.
La superficie cadastrale de la commune publiée par l'Insee, qui sert de référence dans toutes les statistiques, est de 11,79 km2,,. La superficie géographique, issue de la BD Topo, composante du Référentiel à grande échelle produit par l'IGN, est quant à elle de 12,21 km2.

### Hydrographie

#### Réseau hydrographique

Réseaux hydrographique et routier de Valojoulx.

La commune est située dans le bassin de la Dordogne au sein du Bassin Adour-Garonne. Elle est drainée par la Vézère, la Seignolle et le Turançon, qui constituent un réseau hydrographique de 9 km de longueur totale,.
La Vézère, d'une longueur totale de 211,2 km, prend sa source en Corrèze dans la commune de Meymac et se jette dans la Dordogne — dont elle est l'un des principaux affluents — en rive droite, à Limeuil, face à Alles-sur-Dordogne,. Elle borde la commune au nord-est sur deux kilomètres et demi, face à Montignac-Lascaux et Thonac.
Son affluent le Turançon arrose le territoire communal du nord-est à l'ouest sur près de quatre kilomètres dont un et demi sert de limite naturelle face à La Chapelle-Aubareil.
Autre affluent de la Vézère, la Seignolle baigne le sud de la commune sur près de deux kilomètres et demi dont près d'un et demi en limite de Tamniès.

#### Gestion et qualité des eaux
Le territoire communal est couvert par le schéma d'aménagement et de gestion des eaux (SAGE) « Vézère-Corrèze ». Ce document de planification, dont le territoire regroupe les bassins versants de la Vézère et de la Corrèze, d'une superficie de 3 730 km2 est en cours d'élaboration. La structure porteuse de l'élaboration et de la mise en œuvre est le conseil départemental de la Corrèze. Il définit sur son territoire les objectifs généraux d’utilisation, de mise en valeur et de protection quantitative et qualitative des ressources en eau superficielle et souterraine, en respect des objectifs de qualité définis dans le troisième SDAGE  du Bassin Adour-Garonne qui couvre la période 2022-2027, approuvé le 10 mars 2022.
La qualité des eaux de baignade et des cours d’eau peut être consultée sur un site dédié géré par les agences de l’eau et l’Agence française pour la biodiversité.

### Climat
Pour des articles plus généraux, voir Climat de la Nouvelle-Aquitaine et Climat de la Dordogne.
Historiquement, la commune est exposée à un climat océanique aquitain.  
En 2020, Météo-France publie une typologie des climats de la France métropolitaine dans laquelle la commune est exposée à un climat océanique altéré et est dans la région climatique  Ouest et nord-ouest du Massif Central, caractérisée par une pluviométrie annuelle de 900 à 1 500 mm, maximale en automne et en hiver.
Pour la période 1971-2000, la température annuelle moyenne est de 12,1 °C, avec  une amplitude thermique annuelle de 15,7 °C. Le cumul annuel moyen de précipitations est de 887 mm, avec 12,6 jours de précipitations en janvier et 7,3 jours en juillet. Pour la période 1991-2020, la température moyenne annuelle observée sur la station météorologique la plus proche, située sur la commune de Thenon à 14 km à vol d'oiseau, est de 12,9 °C et le cumul annuel moyen de précipitations est de 907,1 mm,. Pour l'avenir, les paramètres climatiques de la commune estimés pour 2050 selon différents scénarios d’émission de gaz à effet de serre sont consultables sur un site dédié publié par Météo-France en novembre 2022.

## Urbanisme

### Typologie
Au 1er janvier 2024, Valojoulx est catégorisée commune rurale à habitat très dispersé, selon la nouvelle grille communale de densité à 7 niveaux définie par l'Insee en 2022.
Elle est située hors unité urbaine et hors attraction des villes,.

### Occupation des sols
L'occupation des sols de la commune, telle qu'elle ressort de la base de données européenne d’occupation biophysique des sols Corine Land Cover (CLC), est marquée par l'importance des forêts et milieux semi-naturels (56,1 % en 2018), une proportion identique à celle de 1990 (56,1 %). La répartition détaillée en 2018 est la suivante : 
forêts (56,1 %), zones agricoles hétérogènes (31 %), prairies (10,6 %), terres arables (2,4 %). L'évolution de l’occupation des sols de la commune et de ses infrastructures peut être observée sur les différentes représentations cartographiques du territoire : la carte de Cassini (XVIIIe siècle), la carte d'état-major (1820-1866) et les cartes ou photos aériennes de l'IGN pour la période actuelle (1950 à aujourd'hui).

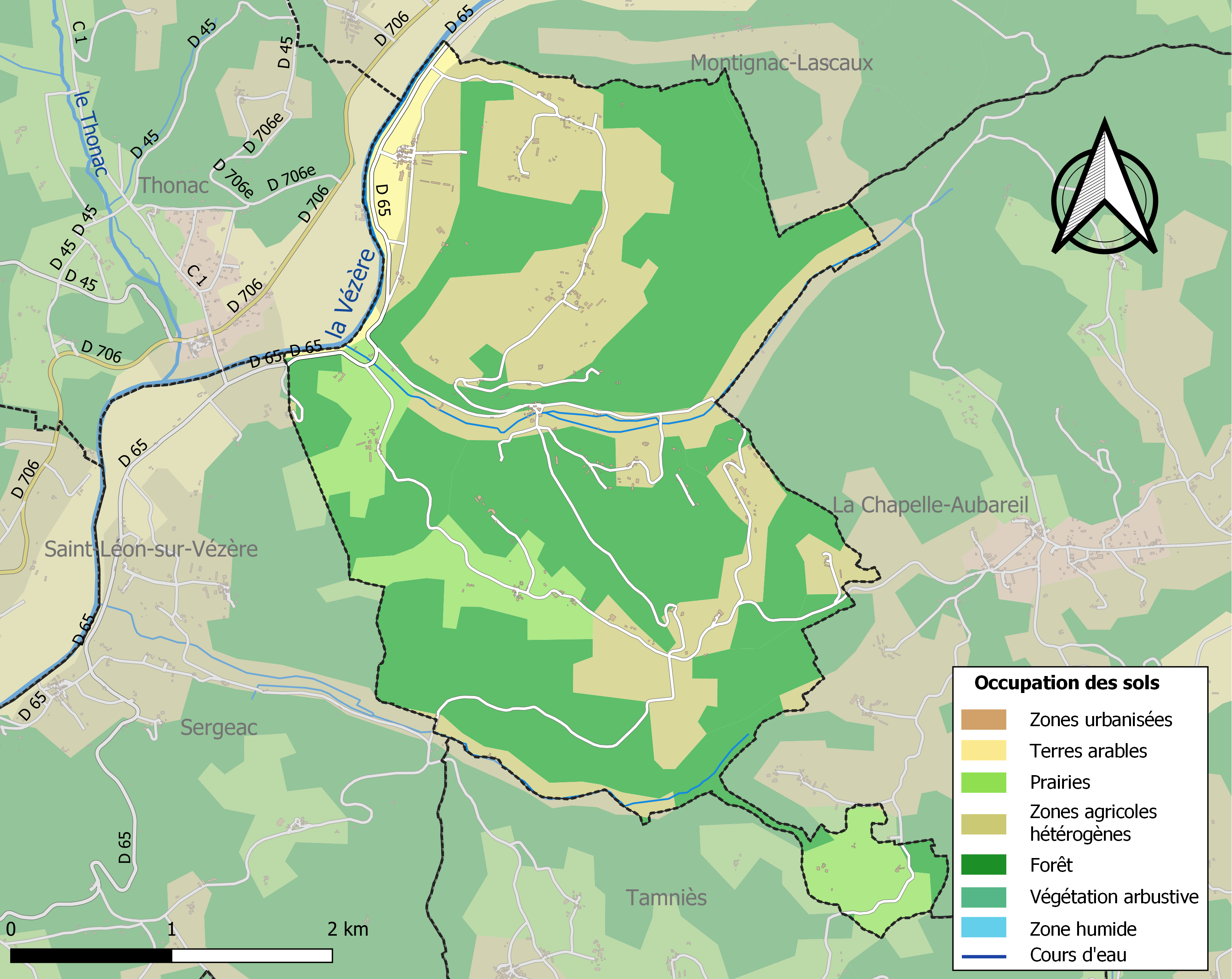
Carte des infrastructures et de l'occupation des sols de la commune en 2018 (CLC).

### Villages, hameaux et lieux-dits
Outre le petit bourg de Valojoulx proprement dit, la commune se compose d'autres villages ou hameaux, ainsi que de lieux-dits :
- le Bec
- la Bennenie
- les Bories
- les Boulangers
- les Cabanes
- le Caillou-Bas
- le Caillou-Haut
- le Castang
- Castel-Merle
- le Combalou
- Costepérier
- le Coutelasse
- la Finetterie
- Fon Riganelle
- la Fosse
- le Fraysse
- la Geneste
- Laubinerie
- le Ligal
- Maillol
- la Maisonneuve
- le Masnègre
- le Monteil
- le Moulin de Lagorce
- le Moulin de la Maillerie
- le Moulin du Mas Nègre
- Pécheley
- la Pendule
- Peyrillac
- le Peyrou
- la Plaine
- le Plantier
- le Pontet
- le Posadou
- la Poularie
- la Prandie
- le Puy-Lafaye
- le Puy Mangou
- la Queyrerie
- la Rivière-Basse
- la Teillède
- la Tempeyre
- la Tratinerie
- Valadier.

### Prévention des risques
Le territoire de la commune de Valojoulx est vulnérable à différents aléas naturels : météorologiques (tempête, orage, neige, grand froid, canicule ou sécheresse), inondations, feux de forêts, mouvements de terrains et séisme (sismicité très faible). Il est également exposé à un risque technologique, la rupture d'un barrage. Un site publié par le BRGM permet d'évaluer simplement et rapidement les risques d'un bien localisé soit par son adresse soit par le numéro de sa parcelle.

#### Risques naturels
Certaines parties du territoire communal sont susceptibles d’être affectées par le risque d’inondation par débordement de cours d'eau, notamment la Vézère. La commune a été reconnue en état de catastrophe naturelle au titre des dommages causés par les inondations et coulées de boue survenues en 1982, 1993, 1996, 1999 et 2001,. Le risque inondation est pris en compte dans l'aménagement du territoire de la commune par le biais du plan de prévention des risques inondation (PPRI) de la « vallée de la Vézère »  approuvé le 20 décembre 2000, pour les crues de la Vézère. La crue historique la plus forte sur le secteur du PPRI pour laquelle des informations sont disponibles est la crue d’octobre 1960. Le débit de pointe de cette crue a été défini à 1 360 m3/s à Montignac, soit une période de retour d’environ 250 ans,.
Valojoulx est exposée au risque de feu de forêt. L’arrêté préfectoral du 14 mars 2013 fixe les conditions de pratique des incinérations et de brûlage dans un objectif de réduire le risque de départs d’incendie. À ce titre, des périodes sont déterminées : interdiction totale du 15 février au 15 mai et du 15 juin au 15 octobre, utilisation réglementée du 16 mai au 14 juin et du 16 octobre au 14 février. En septembre 2020, un plan inter-départemental de protection des forêts contre les incendies (PidPFCI) a été adopté pour la période 2019-2029,.

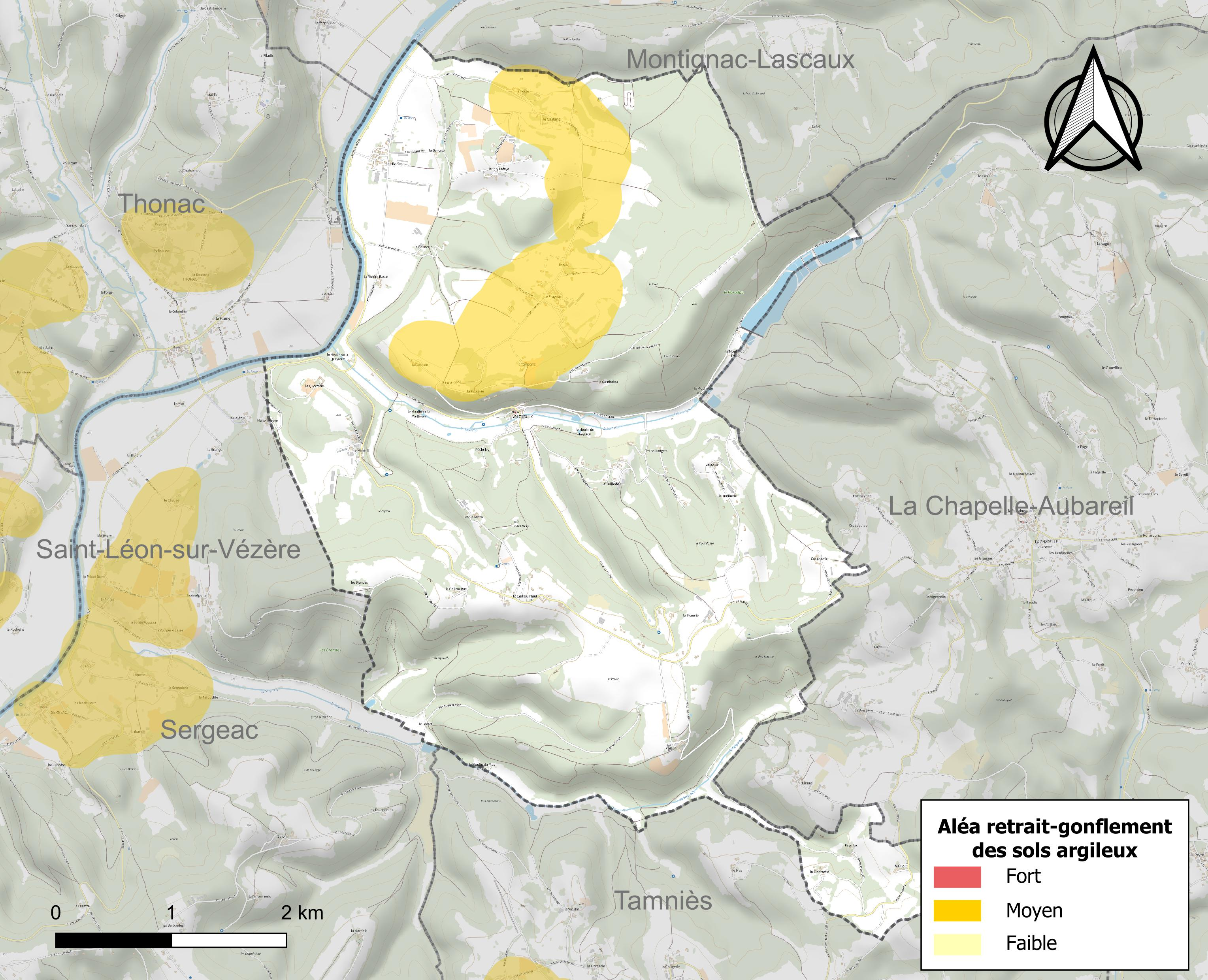
Carte des zones d'aléa retrait-gonflement des sols argileux de Valojoulx.

Les mouvements de terrains susceptibles de se produire sur la commune sont des tassements différentiels. Le retrait-gonflement des sols argileux est susceptible d'engendrer des dommages importants aux bâtiments en cas d’alternance de périodes de sécheresse et de pluie. 11,6 % de la superficie communale est en aléa moyen ou fort (58,6 % au niveau départemental et 48,5 % au niveau national métropolitain). Depuis le 1er octobre 2020, en application de la loi ÉLAN, différentes contraintes s'imposent aux vendeurs, maîtres d'ouvrages ou constructeurs de biens situés dans une zone classée en aléa moyen ou fort,.
La commune a été reconnue en état de catastrophe naturelle au titre des dommages causés par la sécheresse en 2005 et par des mouvements de terrain en 1999.

#### Risque technologique
La commune est en outre située en aval du barrage de Monceaux la Virolle, un ouvrage de classe A situé dans le département de la Corrèze et faisant l'objet d'un PPI depuis 2009. À ce titre elle est susceptible d’être touchée par l’onde de submersion consécutive à la rupture d'un de ces ouvrages.

## Toponymie
Composé de °avallo nom gaulois signifiant « pomme » ou « pommier », et °-ialo, suffixe gaulois devenu -jols et -joulx, signifiant espace découvert, clairière, terre défrichée, d'où la signification : clairière plantée de pommiers, clairière aux pommes, pommeraie.
En occitan, la commune porte le nom de Valaujors.
Sur la planète Mars, en mars 2021, l'une des cibles d'analyses poussées effectuées sur un affleurement rocheux par l'astromobile Curiosity de la NASA, est baptisée d'après la commune.

## Histoire
Au lieu-dit Costepérier, le territoire communal fut occupé au Paléolithique. L'église du village a été bâtie au XIIe siècle.
La première mention écrite connue du lieu remonte au XIIIe siècle sous la forme Volugou, avec variantes finales -ours, -ols, -oux, -eux jusqu'au XVIIIe siècle. Sur la carte de Cassini représentant la France entre 1756 et 1789, le village est identifié sous le nom de Valojouls, ou encore sous celui de Valaujoulz en 1781.
En 1321, voyant que son église cathédrale est en mauvais état, Raymond d'Apremont de Roquecorne, évêque du diocèse de Sarlat ordonne de l'avis du chapitre que le revenu de tous les bénéfices qui vaquaient en son diocèse par l'espace de cinq ans seraient employé à la réparation de celle-ci, et distrait une pension pour un vicaire qui ferait le service pendant le dit temps.
Cette même année il unit l'office de célarier qui était à présent l'archidiacre de Marcays, le prieuré Saint-Laurent de Valojoulx, celui de Marcays, et Carsac.
Le 28 août 1944, Charles Platon, amiral membre du gouvernement de Vichy, est exécuté le 28 août 1944 à Valojoulx, au domaine de la Querrerie.

## Politique et administration

### Rattachements administratifs
Dès 1790, la commune de Valojoulx a été rattachée au canton de Montignac qui dépendait du district de Montignac jusqu'en 1795, date de suppression des districts. En 1801, ce canton est rattaché à l'arrondissement de Sarlat (devenu l'arrondissement de Sarlat-la-Canéda en 1965).
Dans le cadre de la réforme de 2014 définie par le décret du 21 février 2014, ce canton disparaît aux élections départementales de mars 2015. La commune est alors rattachée au canton de la Vallée de l'Homme, dont le bureau centralisateur reste fixé à Montignac.

### Intercommunalité
Fin 2001, Valojoulx intègre dès sa création la communauté de communes de la Vallée de la Vézère. Celle-ci est dissoute au 31 décembre 2013 et remplacée au 1er janvier 2014 par la communauté de communes de la Vallée de l'Homme.

### Administration municipale
La population de la commune étant comprise entre 100 et 499 habitants au recensement de 2017, onze conseillers municipaux ont été élus en 2020,.

### Liste des maires

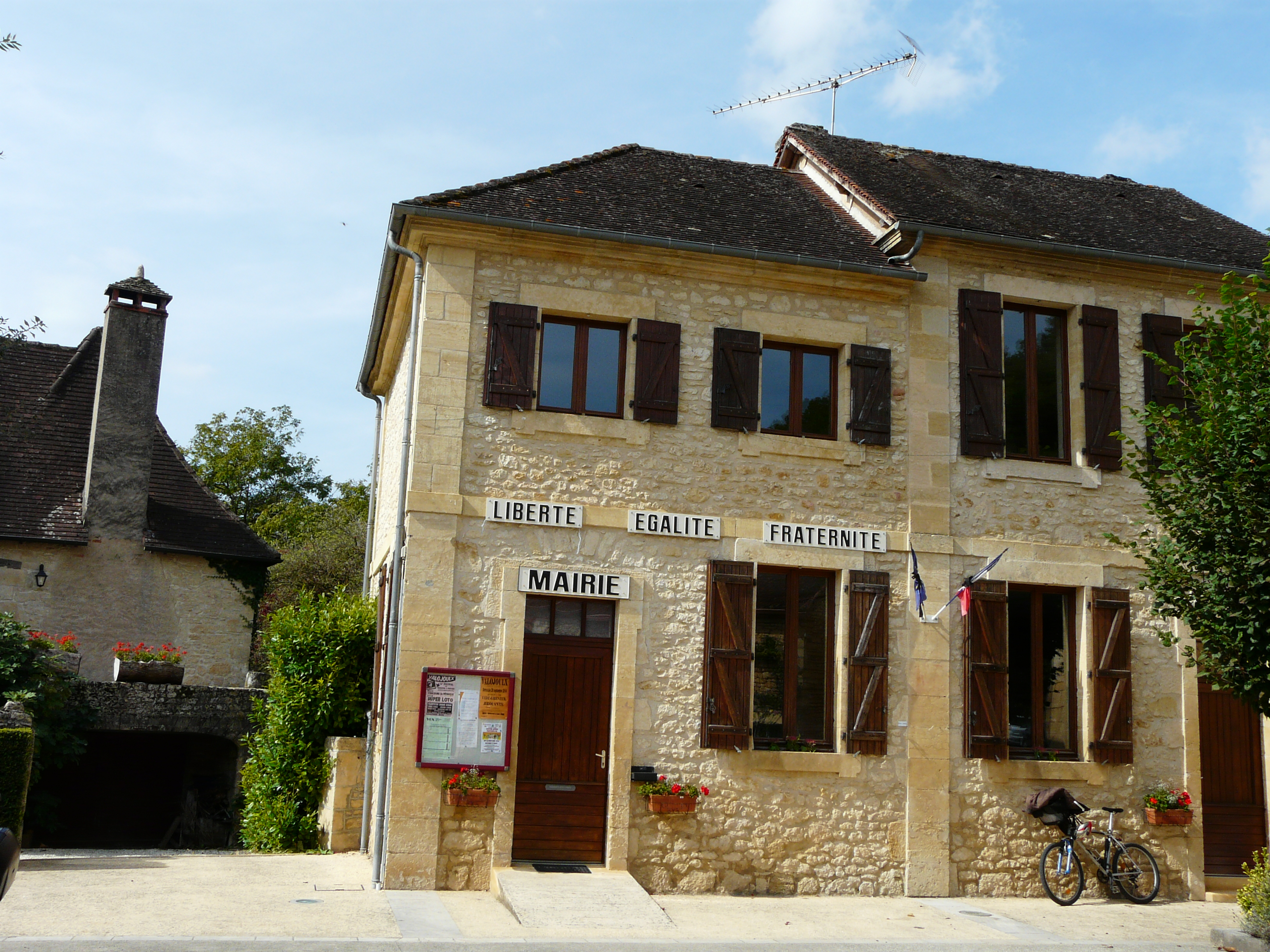
La mairie.

| Période                                  | Période  | Identité                   | Étiquette            | Qualité |
| ---------------------------------------- | -------- | -------------------------- | -------------------- | --- |
| Les données manquantes sont à compléter. |          |                            |                      | |
|                                          |          |                            |                      | |
| mars 2001 (réélue en mai 2020)           | En cours | Nathalie Manet-Carbonnière | PS puis Génération.s | Conseillère régionale (2010-2015) Suppléante du député Germinal Peiro (2012-2017) Conseillère départementale du canton de la Vallée de l'Homme depuis 2015 Présidente de la communauté de communes de la Vallée de la Vézère (2002-2013) |

## Équipements et services publics

### Justice
En 2023, dans le domaine judiciaire, Valojoulx relève : 
- du tribunal judiciaire, du tribunal pour enfants, du conseil de prud'hommes et du tribunal de commerce de Périgueux ;
- du pôle Nationalité du tribunal judiciaire de Périgueux (compétent uniquement dans le domaine de la nationalité) ;
- de la cour d'appel, du tribunal administratif et de la  cour administrative d'appel de Bordeaux.

## Population et société

### Démographie
L'évolution du nombre d'habitants est connue à travers les recensements de la population effectués dans la commune depuis 1793. Pour les communes de moins de 10 000 habitants, une enquête de recensement portant sur toute la population est réalisée tous les cinq ans, les populations de référence des années intermédiaires étant quant à elles estimées par interpolation ou extrapolation. Pour la commune, le premier recensement exhaustif entrant dans le cadre du nouveau dispositif a été réalisé en 2004.

En 2022, la commune comptait 286 habitants, en évolution de +6,72 % par rapport à 2016 (Dordogne : +0,37 %, France hors Mayotte : +2,11 %).
| 1793 | 1800 | 1806 | 1821 | 1831 | 1836 | 1841 | 1846 | 1851 |
| ---- | ---- | ---- | ---- | ---- | ---- | ---- | ---- | ---- |
| 530  | 448  | 546  | 563  | 516  | 536  | 558  | 555  | 570  |

| 1856 | 1861 | 1866 | 1872 | 1876 | 1881 | 1886 | 1891 | 1896 |
| ---- | ---- | ---- | ---- | ---- | ---- | ---- | ---- | ---- |
| 581  | 521  | 528  | 501  | 505  | 465  | 468  | 429  | 404  |

| 1901 | 1906 | 1911 | 1921 | 1926 | 1931 | 1936 | 1946 | 1954 |
| ---- | ---- | ---- | ---- | ---- | ---- | ---- | ---- | ---- |
| 376  | 354  | 343  | 297  | 261  | 251  | 266  | 238  | 232  |

| 1962 | 1968 | 1975 | 1982 | 1990 | 1999 | 2004 | 2006 | 2009 |
| ---- | ---- | ---- | ---- | ---- | ---- | ---- | ---- | ---- |
| 199  | 185  | 172  | 183  | 197  | 208  | 236  | 236  | 261  |

| 2014 | 2019 | 2022 | - | - | - | - | - | - |
| ---- | ---- | ---- | - | - | - | - | - | - |
| 275  | 277  | 286  | - | - | - | - | - | - |

### Manifestations culturelles et festivités
Combinant vingt-trois kilomètres de VTT, huit kilomètres en canoë et dix kilomètres de course à pied, le « raid de Valojoulx » est organisé chaque année (19e édition en août 2016).

## Économie

### Emploi
En 2015, parmi la population communale comprise entre 15 et 64 ans, les actifs représentent 130 personnes, soit 47,4 % de la population municipale. Le nombre de chômeurs (vingt-deux) a augmenté par rapport à 2010 (douze) et le taux de chômage de cette population active s'établit à 16,9 %.

### Établissements
Au 31 décembre 2015, la commune compte trente-six établissements, dont dix-neuf au niveau des commerces, transports ou services, huit dans l'agriculture, la sylviculture ou la pêche, six dans la construction, deux relatifs au secteur administratif, à l'enseignement, à la santé ou à l'action sociale, et un dans l'industrie.

## Culture et patrimoine

### Lieux et monuments
- L'église Saint-Laurent, construite au XIIe siècle, est inscrite au titre des monuments historiques en 1974[Note 6],[64].
- Le gisement de la Combe, site archéologique datant du Paléolithique, est classé au titre des monuments historiques en 1935[65].
- Au lieu-dit les Cabanes, deux cabanes en pierre sèche jumelles sont inscrites au titre des monuments historiques en 1991[66]. L’ensemble est représentatif d’un type d’habitation ayant existé en Dordogne et dans le haut Quercy, l'habitation d'indigents célibataires ou veufs. À leur abandon, les cabanes ont perdu leur couverture de lauzes, ce qui a mis à nu l'extrados des voûtes d'encorbellement[67].
- Manoir de Costepérier[68].
- Le château de Masnègre date des XVIe et XVIIe siècles[69]. Il a remplacé le repaire de Valojoulx, connu dès le XIIIe siècle[70].
- Manoir de la Prandie du XVIIe siècle, avec sa chapelle[71].
- Château de la Queyrerie[72], ou de la Querrerie (graphie actuelle sur les cartes du Géoportail).
- Au nord-ouest, la route départementale 65 longe la Vézère, permettant de voir le château de Losse, sur la commune de Thonac, depuis sa rive opposée.

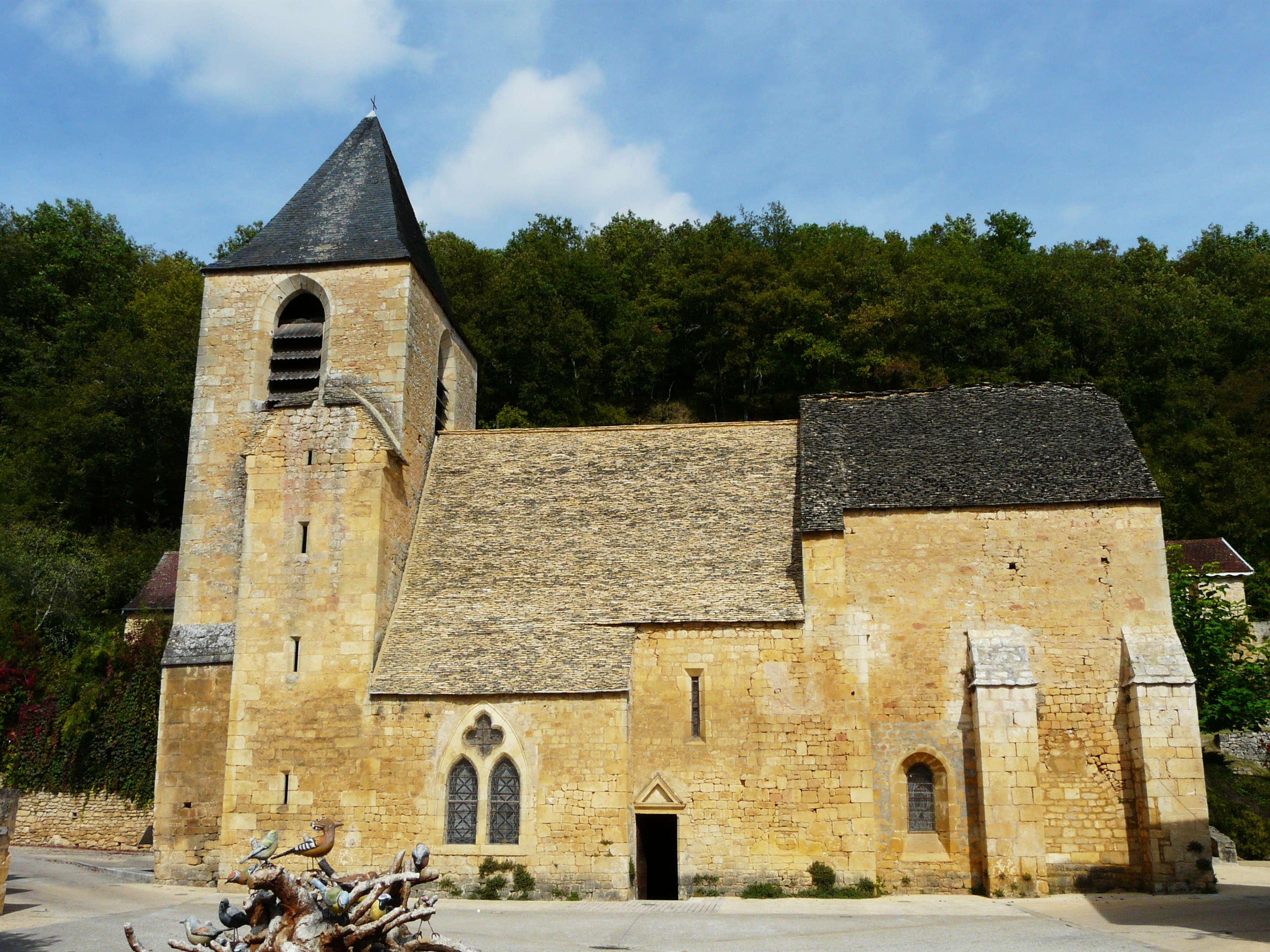
L'église Saint-Laurent.
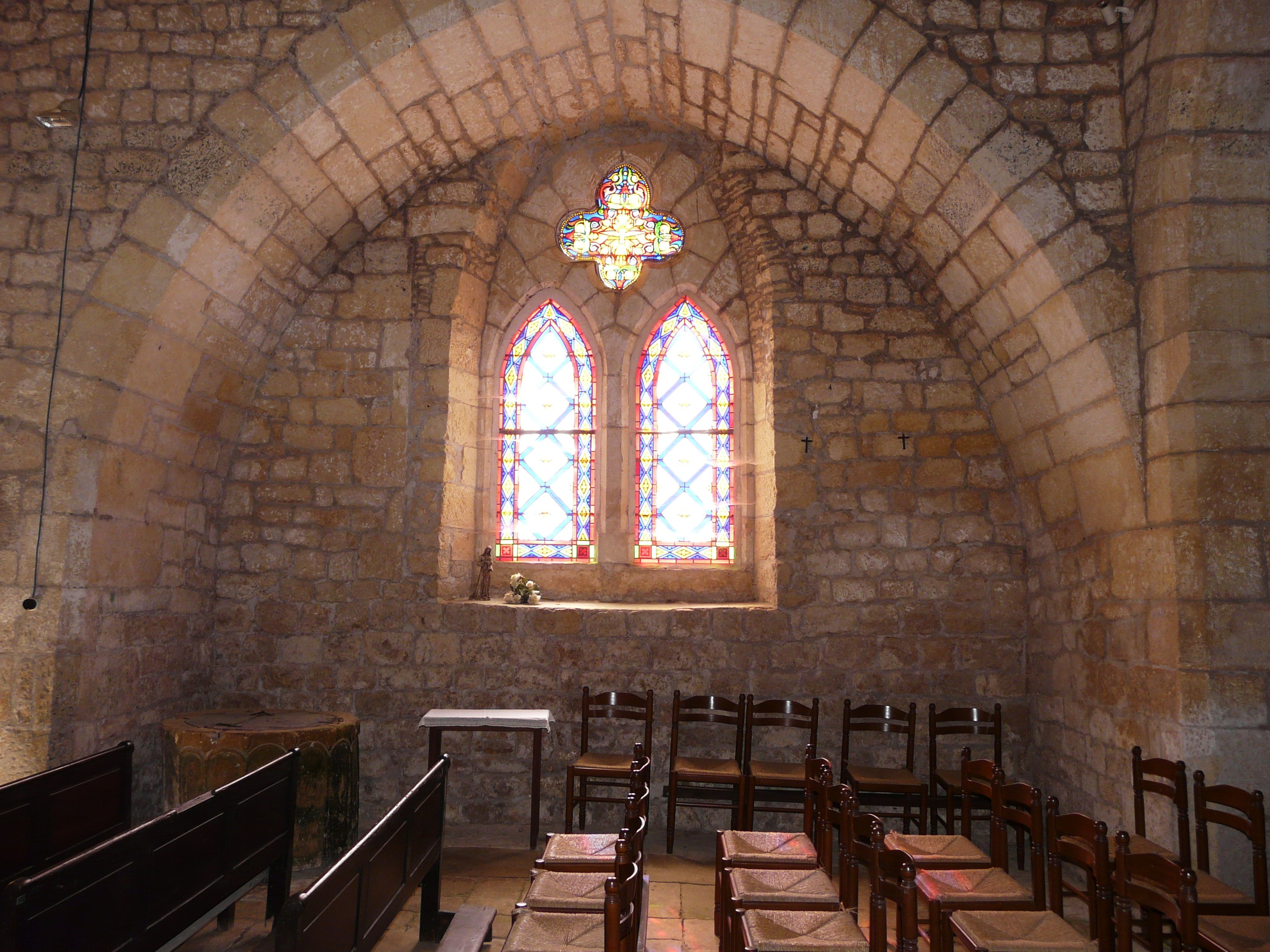
Chapelle latérale dans l'église.
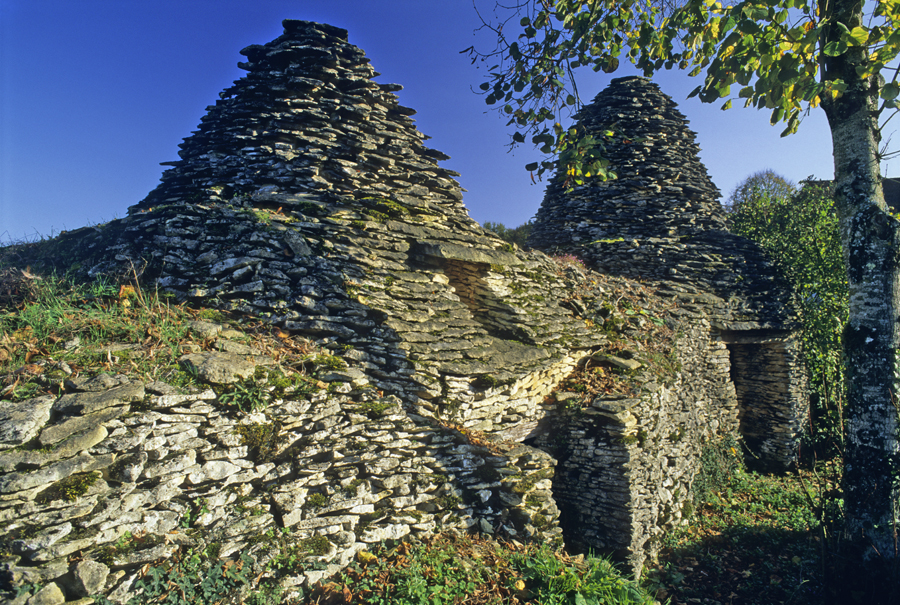
Les cabanes jumelles en pierre sèche.
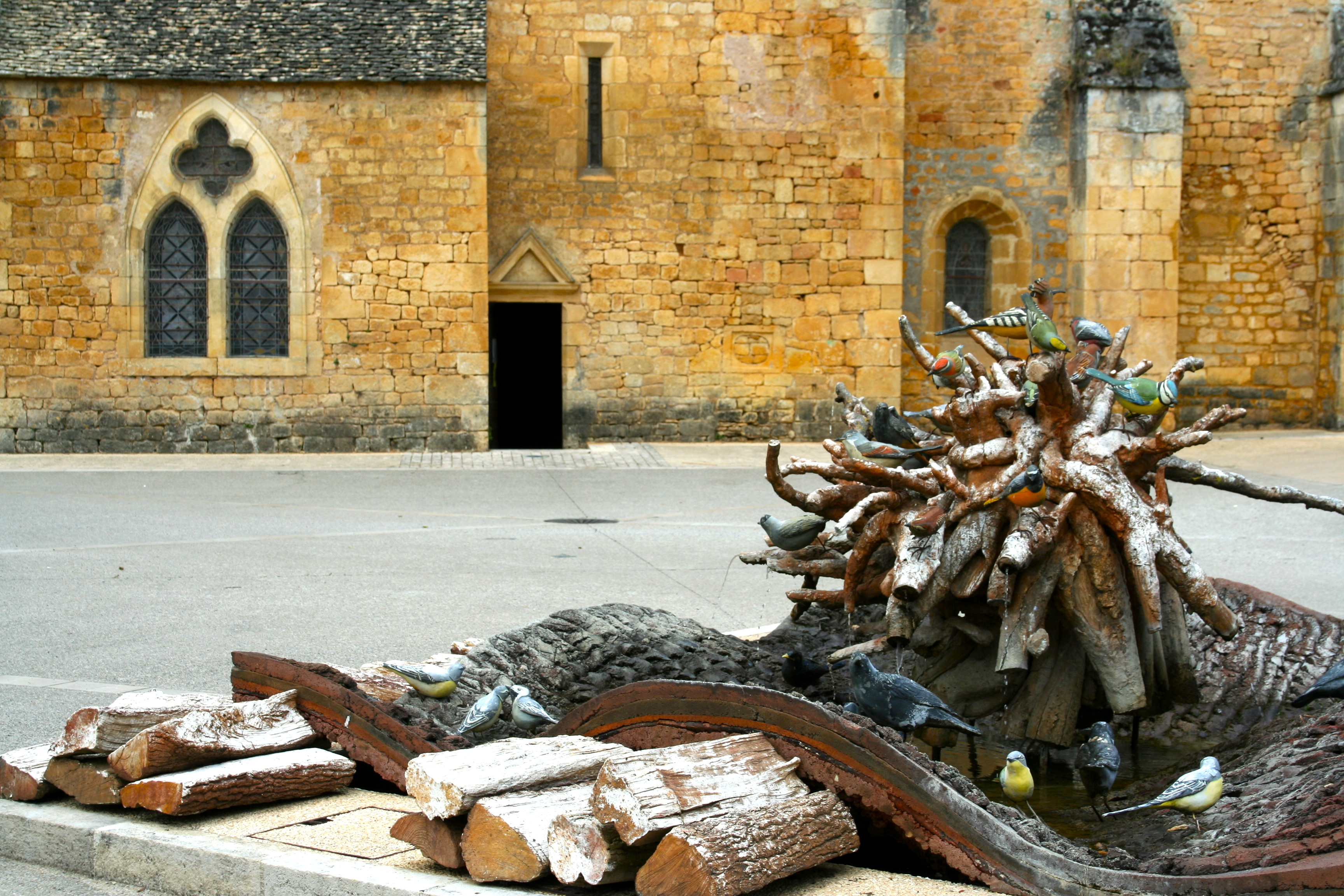
La place du village.
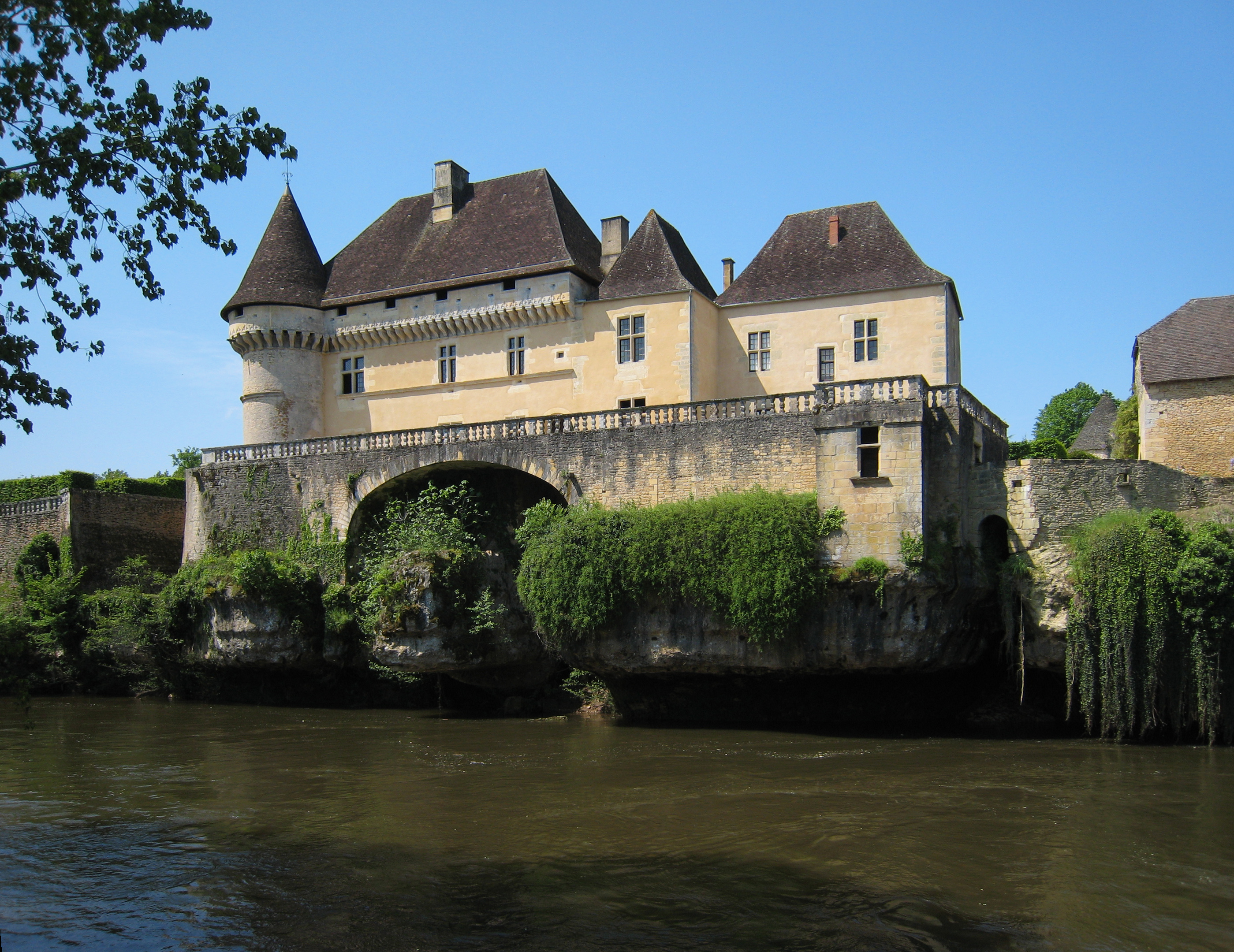
Le château de Losse vu depuis la rive gauche de la Vézère.

### Personnalités liées à la commune
- Charles Platon (1886-1944) amiral français, membre du gouvernement de Vichy de 1942 à 1943 et exécuté le 28 août 1944 à Valojoulx, au domaine de la Querrerie.

## Pour approfondir